# Trabzon (provinca)
Provinca Trabzon je provinca v severni Turčiji ob Črnem morju.  Okoliške province so Giresun na zahodu, Gümüşhane na jugozahodu, Bayburt na jugovzhodu in Rize na vzhodu. Središče province je mesto Trabzon.

## Okrožja
| - Akçaabat - Araklı - Arsin - Beşikdüzü - Çarşıbaşı - Çaykara - Dernekpazarı - Düzköy - Hayrat | - Köprübaşı - Maçka - Of - Şalpazarı - Sürmene - Tonya - Trabzon - Vakfıkebir - Yomra |

## Zgdovina
Prestolnico Trabzon so kot Trapezund ustanovili grški kolonizatorji iz mesta Sinop. Kasneje je bilo mesto pomemben rimski in bizantinski center, med letoma 1204 in 1461 je bil center cesarstva Trebizond. Del Otomanskega imperija je postal leta 1461, ko ga je zavzel Mehmet II.

## Rast prebivalstva po letih
- 2000 - 979,081
- 1997 - 858,687
- 1990 - 795,849
- 1985 - 786,194
- 1980 - 731,045
- 1975 - 719,008
- 1970 - 659,120
- 1965 - 595,782
- 1960 - 532,999
- 1955 - 462,249
- 1950 - 420,279
- 1945 - 395,733
- 1940 - 390,733
- 1935 - 360,679
- 1927 - 290,303

Koordinati:   40°46′50″N, 39°48′44″E